# London Ink
 (septembre 2015).
London Ink est une émission de télé-réalité diffusé sur la chaîne Discovery Channel qui suit les aventures de Louis Molloy et trois autres artistes tatoueurs dans la capitale londonienne. 
Chacun des artistes amène un style différent à London Ink. Molloy est un spécialiste des tatouages difficiles qui tatoua notamment David Beckham. Dan Gold est un artiste graffiti new wave. Nikole Lowe est originaire de Nouvelle-Zélande, spécialisé en style japonais, tibétain et indien. Enfin Phil Kyle est spécialiste du old school.
L’émission est un spin-off de la série Miami Ink diffusé pour la première fois le 23 septembre 2007.
Le premier épisode fut enregistré au London Ink situé au 332 Goswell Road, Islington.
Le top modèle Emily Scott apparaît dans le premier épisode.

## Artistes tatoueurs
- Louis Molloy
- Dan Gold
- Nikole Lowe
- Phil Kyle